# Hymenomima occidentalis
Hymenomima occidentalis là một loài bướm đêm trong họ Geometridae.